# Paide Linnameeskond
El Paide Linnameeskond és un club de futbol estonià de la ciutat de Paide.

## Història
El club va ser fundat l'any 2004 amb el nom Flora Paide. La temporada 2008 debutà a segona divisió acabant en quarta posició, i ascendí a primera després d'una eliminatòria de promoció. La temporada 2014-15 arribà a la final de la Copa perdent amb Nõmme Kalju 0-2. L'any 2016, l'entrenador de tots aquests èxits, Meelis Rooba, fou substituït per Vjatšeslav Zahovaiko.

## Palmarès
- Copa estoniana de futbol: 
  - Finalista: 2014-15